# Мохов (Хакасия)
Мохо́в — аал в Усть-Абаканском районе Хакасии. Входит в сельское поселение Московский сельсовет. 

## География
Расположен на берегу Красноярского водохранилища севернее устья реки Биджа в 25 км к востоку от центра сельского поселения — села Московское.

## Население
| 2002 | 2010 |
| ---- | ---- |
| 177  | ↘153 |

Число постоянных хозяйств — 54 (01.01.2004), национальный состав — в основном хакасы .